# Baston (Royaume-Uni)
Pour les articles homonymes, voir Baston.
Baston est un village et une paroisse civile du Lincolnshire, en Angleterre. Il est situé dans le sud du comté, au bord de la région des Fens, à 5 km au nord de la ville de Market Deeping. Administrativement, il relève du district du South Kesteven. Au recensement de 2011, il comptait 1 469 habitants.